# دبورا کورنلیوس
دبورا کورنلیوس (انگلیسی: Deborah Cornelius) بازیگر اهل بریتانیا است.
از فیلم‌ها یا مجموعه‌های تلویزیونی که وی در آن‌ها نقش داشته‌است، می‌توان به پوآرو، شاهد خاموش و پسر پاییز اشاره نمود.